# Jurij Juričič
Jurij Juričič [júrij júričič], slovenski protestantski pridigar in prevajalec, * (?), Vinodol (Hrvaška), † 26. oktober 1578, Ljubljana.

## Življenje in delo
Juričič je v Ljubljano prišel okoli leta 1560. Od leta 1562 do 1563 je bil korektor v biblijskem zavodu v Urachu, nato pa od 1563 pridigar v Kamniku. Skupaj z Matijem Klombnerjem je leta 1563 priredil pesmarico Ene duhovne pejsni. V pesmarici sta objavila že tiskane Trubarjeve pesmi in dodala še šestdeset pesmi, večinoma okorno prevedenih iz nemščine, med njimi pa tudi prvič prepesnjene psalme. Trubar in deželni stanovi se z izdajo pesmarice niso strinjali. Juričičeve pesmi v katerih uporablja tudi hrvatizme estetsko in jezikovno zaostajajo za Trubarjevimi.
Leta 1578 je Juričič izdal slovensko Postillo, zbirko pridig, katere prvi del je druga izdaja Postile slovenske Sebastijana Krelja (1576) druge priobčene pridige pa je sam prevedel.

## Vir
- Enciklopedija Slovenije; knjiga 4, Mladinska knjiga, Ljubljana, 1990